# Sue Lemström
Sue Lemström, född 17 juli 1948 i Helsingfors, är en finländsk skådespelare.

## Biografi
Lemström hör till de skådespelare som intuitivt uttrycker sig inte bara med sin lite hesa röst, utan i hög grad också med sin nyanserade och träffsäkra mimik och sitt levande kroppsspråk. Så har hon också fått gestalta roller över hela skalan, från de mest tragiska karaktärsroller till på pricken tagna komiska djurskepnader.
Hon inledde sin teaterbana med succémusikalen Hair på Svenska Teatern 1969. Efter en period på Lilla Teatern (1974–1977) levde hon skärgårdsliv, men återvände till teatern under Dick Idmans och Peter Snickars chefsperiod på Wasa Teater 1979–1984. Då medverkade hon bland annat i Claes Anderssons ungdomsmusikal Eko. På Skolteatern-Unga teatern 1984–1990 deltog hon i etablerandet och uppbyggandet av "ladugårdsteatern" i Lillklobb, Esbo, och fick möta en begeistrad barnpublik. Hon gjorde en populär roll som sköldpaddan i Momo. Berömda skrattpiller blev också sedermera hennes och Margit Lindemans undulater i Bengt Ahlfors Stulen lycka på Lilla Teatern.
Det är ändå som en stark karaktärsskådespelare att räkna med som Lemström från 2000-talets början haft sina största framgångar, främst på Svenska Teatern. Man minns speciellt hennes gripande tolkning av Mor Åse i Peer Gynt, hennes minimalistiskt laddade fru Bohr i Ett möte i Köpenhamn (2000–2001) och den största konstnärliga segern hittills, hennes förtvivlat tragiska porträtt av den olyckliga Mary Tyrone i Lång dags färd mot natt (2003), och slutligen hennes barskt ömsinta överlevare Mor Courage (2004). Våren 2003 var hon också imponerande på Lilla Teatern som den manipulativa matronan Marja Alexandrovna i Farbrors dröm.
Hon tilldelades Pro Finlandia-medaljen 2008.